# Imouga
Imouga est une commune rurale située dans le département de Didyr de la province de Sanguié dans la région du Centre-Ouest au Burkina Faso.

## Géographie
Situé à 35 km à l'est du chef-lieu Didyr, Imouga est divisé en huit quartiers : Sesso, Pioyo, Yaadolo, Pogon, Baskouda, Pouboué, Tangsega et Narbouwing.